# Đường số thực mở rộng
Trong toán học, hệ thống số thực mở rộng affine được tạo từ tập số thực {\displaystyle \mathbb {R} } và hai phần tử vô cực: {\displaystyle +\infty } và {\displaystyle -\infty ,} trong đó các cực được coi như số. Nó hữu dụng trong việc mô tả đại số trên các cực cũng như nhiều hành vi của giới hạn trong vi tích phân và giải tích toán học, đặc biệt là trong lý thuyết độ đo và tích phân. Hệ thống số thực mở rộng affine được ký hiệu là {\displaystyle {\overline {\mathbb {R} }}} hoặc {\displaystyle [-\infty ,+\infty ]} hoặc là {\displaystyle \mathbb {R} \cup \left\{-\infty ,+\infty \right\}.} Nó là dàn Dedekind–MacNeille đầy đủ của số thực.
Khi đã rõ ngữ cảnh thì ký hiệu {\displaystyle +\infty } có thể viết ngắn gọn thành {\displaystyle \infty .}

## Lý do thúc đẩy

### Giới hạn hàm số
Thường thì để thuận lợi, ta thường hay mô tả hành vi của hàm {\displaystyle f} khi tham số {\displaystyle x} hoặc kết quả hàm {\displaystyle f} trở nên "lớn vô cùng" bằng một số phương pháp hoặc hình học. Để lấy ví dụ, xét hàm {\displaystyle f} được định nghĩa bởi
{\displaystyle f(x)={\frac {1}{x^{2}}}.}
Đồ thị của hàm số này có tiệm cận ngang tại {\displaystyle y=0.} Nhìn theo hình học thì, khi ta càng di chuyển về bên phải theo trục {\displaystyle x}, giá trị của {\textstyle {1}/{x^{2}}} càng gần đến 0. Hành vi giới hạn này giống với giới hạn của hàm số {\textstyle \lim _{x\to x_{0}}f(x)} trong đó số thực {\displaystyle x} tiến dần đến {\displaystyle x_{0},}.
Việc thêm {\displaystyle +\infty } và {\displaystyle -\infty } trong tập {\displaystyle \mathbb {R} } cho phép ta lập "giới hạn tại vô cực", với các tính chất tô pô tương tự như tập {\displaystyle \mathbb {R} .}
Định nghĩa dãy Cauchy của {\displaystyle \mathbb {R} } cho phép định nghĩa {\displaystyle +\infty } là tập các dãy {\displaystyle \left\{a_{n}\right\}} của số hữu tỷ thỏa mãn với mọi {\displaystyle M\in \mathbb {R} } được đi kèm tương ứng {\displaystyle N\in \mathbb {N} } sao cho {\displaystyle a_{n}>M} với mọi {\displaystyle n>N.} Định nghĩa cho {\displaystyle -\infty } có thể được định nghĩa tương tự.

### Độ đo và tích phân
Trong lý thuyết độ đo, thường để thuận lợi ta cho phép các tập có độ đo vô cực và tích phân có thể có giá trị truyền vào vô cực.